# Бартлетт, Ева
Ева Карен Бартлетт (англ. Eva Karene Bartlett) — канадская активистка и блогер; позиционирует себя как «независимого блогера и правозащитницу». Известна продвижением теорий заговора о гражданской войне в Сирии. Критики утверждают, что её выступления, как устно, так и в печати фактически направлены на поддержку сирийского правительства. Среди прочего, в своих видеоблогах распространяла информацию о том, что сирийские спасатели-добровольцы, известные как «Белые каски», инсценируют спасение детей из-под завалов. Сотрудничает с российским телеканалом RT. С 2019 года проживает в России.

## Биография
Родилась в США и выросла в Канаде. После окончания университета преподавала английский язык в Южной Корее.

### Ранние годы
В начале своей карьеры блогера Бартлетт сосредоточилась на Секторе Газа.

### Гражданская война в Сирии
Получила скандальную известность из-за видео, в котором она утверждает, что спасательные операции «Белых касок» — это постановки, и что одни и те же дети используются по многу раз в разных видеорепортажах «Белых касок». Ложность утверждений Бартлетт была доказана расследованиями Snopes.com, Channel 4 News. Заявления Бартлетт распространялись контролируемыми Россией СМИ, такими как RT, Sputnik News и In The Now. Бартлетт также называла «Белые каски» частью западной пропаганды. Среди прочего, Бартлетт утверждала, что никто из жителей, встреченных ею в Алеппо, ничего не знал о «Белых касках». В 2017 году YouTube удалил несколько видео-роликов Бартлетт, поскольку они были размещены на аккаунтах, «связанных с российской дезинформацией».
Большое количество просмотров получил ролик российского государственного телеканала RT, в котором Бартлетт заявляла, на выборах 2014 года сирийцы «подавляющим большинством поддерживали» Башара Асада. При этом сайт BuzzFeed News отмечает, что эти выборы многие расценили как «фиктивные».
Среди прочего, Бартлетт утверждала, что авиаудара по больнице Аль-Кудс в Алеппо в апреле 2016 года, в результате которого погибли 55 человек, на самом деле не было, а сообщения о нём — это пропаганда сирийской оппозиции.
В двух отчётах о российской кампании дезинформации во время гражданской войны в Сирии (Атлантического совета и неправительственной организации The Syria Campaign) утверждалось, что Бартлетт была частью сети, созданной для дискредитации «Белых касок» и сокрытия военных преступлений режима Асада.

### Северная Корея
Бартлетт совершила в поездку в Северную Корею за счёт правительства КНДР, после чего высказала мнение о том, что освещение КНДР в западных СМИ направлено на то, чтобы «заручиться поддержкой ещё одного массового убийства невинных людей под руководством Америки».

### Пандемия COVID-19
Ева Карен Бартлетт  делилась теориями заговора о пандемии COVID-19.

### Вторжение России на Украину
Институт стратегического диалога (ISD) назвал Карен Бартлетт одной из двенадцати ключевых западных влиятельных лиц, распространяющих прокремлевскую дезинформацию о российско-украинской войне. В июле 2022 года Бартлетт выступала в организованном Россией «Международном общественном трибунале по Украине» в Москве, целью которого было «собрать данные и доказать совершение военных преступлений киевским режимом».